# Grand Coucal
Centropus sinensis
Espèce
Statut de conservation UICN

 LC  : Préoccupation mineure
Le Grand Coucal (Centropus sinensis) est une espèce d'oiseau asiatique appartenant à la famille des Cuculidae. Répandu en Asie, de l'Inde jusqu'au sud de la Chine et en Indonésie, il est divisé en plusieurs sous-espèces, certaines mêmes étant traités comme des espèces à part entière. Ce sont de grands oiseaux, un peu comme le corbeau avec une longue queue et des ailes brunes et cuivrées que l'on trouve dans une large gamme d'habitats allant de la jungle aux champs et aux jardins urbains. Ils volent mal et on les voit souvent grimper dans la végétation ou marcher sur le sol pour y chercher des insectes, des œufs et des oisillons d'autres oiseaux. Il a un cri familier et profond qui est considéré associé à des présages dans de nombreuses parties de son territoire. Il n'a pas de comportement parasitaire.

## Description
C'est une grande espèce de coucou atteignant 48 cm de long. La tête est noire, le manteau supérieur et le dessous sont noirs avec des reflets pourpre. Le dos et les ailes sont roux. Les yeux sont rubis. Les juvéniles sont d'un noir plus terne avec des taches sur la couronne et il y a des barres blanchâtres sur le dessous et la queue. Il y a plusieurs sous-espèces géographiques et certaines de ces populations sont parfois traitées comme des espèces à part entière. Les sexes ont des plumages semblables, mais les femelles sont légèrement plus grandes.
On connait des individus leuciques.

## Sous-espèces
Cet oiseau est représenté par six sous-espèces :
- Centropus sinensis anonymus Stresemann, 1913 ;
- Centropus sinensis bubutus Horsfield, 1821 ;
- Centropus sinensis intermedius (Hume, 1873) ;
- Centropus sinensis kangeangensis Vorderman, 1893 ;
- Centropus sinensis parroti Stresemann, 1913 ;
- Centropus sinensis sinensis (Stephens, 1815).

Centropus sinensis andamanensis Beavan, 1867 est désormais considéré comme une espèce à part entière sous le nom de Coucal des Andaman.